# Bording (plaats)
Bording is een plaats in de Deense regio Midden-Jutland, gemeente Ikast-Brande, en telt 2314 inwoners (2008).

## Geboren
- Karen Holmgaard (1999), voetbalster
- Sara Holmgaard (1999), voetbalster